# بردة سفيد (مقاطعة ديواندرة)
بردة سفيد (بالفارسية: برده سفید) هي قرية تقع في قسم سارال الريفي (مقاطعة ديواندرة) في إيران. يقدر عدد سكانها بـ 139 نسمة بحسب إحصاء 2016.